# 金光恵次郎
金光 恵次郎（かねみつ けいじろう/えじろう、1896年（明治29年）3月12日 - 1944年（昭和19年）9月6日）は、日本の陸軍軍人。最終階級は陸軍大佐。

## 経歴
岡山県和気郡備前町出身。貧しい農家に生まれる。貧農の家に育った金光は非常に勉強好きな少年で近所の人から”二宮金次郎”と呼ばれていた。学校の成績はとびぬけていたが、家が貧しいので高等小学校卒業後に上級学校へは進めなかった。
20歳のとき、金光は徴兵検査を受け、現役兵として、1916年（大正5年）12月、野砲兵第10連隊に入隊した。勉強家であった金光はそこで伍長、軍曹と進級し、少尉候補者の試験を受け合格し、1926年（大正15年）12月に陸軍士官学校に入学。1927年（昭和2年）11月、同校（少尉候補者第7期）を卒業した。
1928年（昭和3年）3月、砲兵少尉に任官し野砲兵第10連隊中隊長に就任。満州事変、日中戦争で大陸を転戦し、1941年（昭和16年）3月、陸軍少佐に進級した。第23軍兵器部員などを経て、野砲兵第56連隊第3大隊長に就任。1944年、拉孟守備隊長として拉孟・騰越の戦いに従軍。敵軍に徐々に圧迫され、9月5日、西山陣地が包囲された。同日、金光は師団司令部に対し守備隊最後の電報を送ったのち、暗号書・公文書を焼却、無線機を破壊した。また各地に分散していた残存兵力を西山陣地に集中させるが、翌6日さらなる猛攻を受け、ついに17:00ごろ、迫撃砲弾を大腿部と腹部に受け壮絶な最期を遂げた。享年48。没後、陸軍大佐に2階級特進した。後任には副官の真鍋邦人大尉が立つが、翌9月7日をもって全陣地は陥落した。
16日、南方軍総司令官 寺内寿一元帥大将より個人感状を受けた。